# Heptacarpus fuscimaculatus
Heptacarpus fuscimaculatus är en kräftdjursart som beskrevs av Wicksten 1986. Heptacarpus fuscimaculatus ingår i släktet Heptacarpus och familjen Hippolytidae. Inga underarter finns listade i Catalogue of Life.